# Grauzone (Musik)
Unter Grauzone werden in der Musik Bands und Veranstaltungen zusammengefasst, die eine vermeintliche Nähe zum Rechtsextremismus aufweisen, ohne jedoch selbst explizit als rechtsextrem aufzutreten.
Als Abgrenzung zwischen Grauzone und Rechtsradikalismus wird unter anderem die Fokussetzung auf Nationalismus und Patriotismus gegenüber einer Verherrlichung des Nationalsozialismus oder die weniger offene Äußerung abwertender Inhalte hinsichtlich Homosexualität oder Migration genannt.
Zumeist wird der Begriff Grauzone mit Deutschrock in Verbindung gebracht, jedoch gibt es auch Beispiele anderer Musikrichtungen.
Kritisiert wird Grauzonenmusik, da keine klare Abgrenzung zum Rechtsextremismus stattfindet und sie einen massentauglichen Zugang zu entsprechenden Inhalten bildet. Die Ehrung von Bands, die der Grauzone zugerechnet werden, oder deren Teilnahme an Veranstaltungen kann dazu führen, dass andere Bands ihre Teilnahme absagen.

## Beispiele
Die Band Frei.Wild wird unter anderem aufgrund der Vergangenheit des Sängers und Gitarristen Philipp Burger bei der Rechtsrockband Kaiserjäger der Grauzone zugerechnet. Neben der Vergangenheit des Sängers wird dieser Einschätzung auch der in den Liedtexten enthaltende Patriotismus und Nationalismus zu Grunde gelegt. Als die Band 2013 für den Echo nominiert war, sagten auf Basis dieser Einschätzung Kraftklub und Mia ihre Teilnahme ab.
Die Band Krawallbrüder wird ebenfalls der Grauzone zugerechnet. Hintergrund hier sind andere Gruppen auf dem bandeigenen Label, die rechtsextreme Tendenzen aufweisen, oder die Zusammenarbeit mit solchen Bands.
Ein weiteres Beispiel ist Andreas Gabalier. Hier wird unter anderem aufgeführt, dass er bei seinen Konzerten einen symbolischen Raum lasse, in dem rechtspopulistische Politikvorstellungen Platz finden könnten.